# Stefan Frauendorf
Stefan Gottfried Frauendorf (* 3. Februar 1945 in Werdau, Sachsen) ist ein deutscher Physiker, der auf dem Gebiet der theoretischen Kernphysik arbeitet.

## Leben
Stefan Frauendorf studierte von 1963 bis 1968 Physik an der TU Dresden und wurde dort 1971 mit der Arbeit Untersuchung der Rotationsbewegung von Atomkernen mit Hilfe der Projektionsmethode promoviert; 1982 habilitierte er. Seit 1968 war er wissenschaftlicher Mitarbeiter des Zentralinstituts für Kernforschung (ZfK) der Akademie der Wissenschaften der DDR in Rossendorf. Von 1971 bis 1974 war er Postdoktorand am Vereinigten Institut für Kernforschung in Dubna und von 1981 bis 1982 Gastprofessor an der University of Tennessee in Knoxville. Außerdem war er mehrmals Gastwissenschaftler am Niels-Bohr-Institut in Kopenhagen. Seit 1999 ist er Professor für Physik an der University of Notre Dame im US-Bundesstaat Indiana.
Seine Forschungsarbeiten betreffen speziell schnell rotierende Atomkerne und deren Symmetrieeigenschaften, Proton-Neutron-Paarkorrelationen in protonenreichen Kernen und die Stabilität von superschweren Kernen mit einer Ordnungszahl Z > 110, atomare Cluster, magnetische Eigenschaften mesoskopischer Systeme und Phasenübergänge in kleinen Systemen.
Frauendorf publizierte mehr als 250 wissenschaftliche Arbeiten in Zeitschriften mit Peer-Review-Begutachtung; gegenwärtig hat er einen H-Index von 44. 1983 erhielt er für seine Beiträge zur Theorie kollektiver Bewegungsformen in Atomkernen mit einem Forschungskollektiv des ZfK Rossendorf den Nationalpreis der DDR II. Klasse für Wissenschaft und Technik. 2003 wurde er Fellow der American Physical Society für seine bahnbrechenden Arbeiten zur Physik rotierender Kerne. 2012 wurde er zum Fellow der American Association for the Advancement of Science gewählt.

## Schriften (Auswahl)
- K. Neergård, V. V. Pashkevich, S. Frauendorf: Shell energies of rapidly rotating nuclei. In: Nuclear Physics A. Band 262, Nr. 1, 1976, S. 61–90, doi:10.1016/0375-9474(76)90440-1.
- U. Näher, S. Bjørnholm, S. Frauendorf, F. Garcias, C. Guet: Fission of metal clusters. In: Physics Reports. Band 285, Nr. 6, 1997, S. 245–320, doi:10.1016/S0370-1573(96)00040-3.
- V. I. Dimitrov, S. Frauendorf, F. Dönau: Chirality of nuclear rotation. In: Physical Review Letters. Band 84, Nr. 25, 2000, S. 5732–5735, doi:10.1103/PhysRevLett.84.5732.
- Stefan Frauendorf: Spontaneous symmetry breaking in rotating nuclei. In: Reviews of Modern Physics. Band 73, Nr. 2, 2001, S. 463–514, doi:10.1103/RevModPhys.73.463.
- S. G. Frauendorf, C. Guet: Atomic clusters as a branch of nuclear physics. In: Annual Review of Nuclear and Particle Science. Band 51, 2001, S. 219–259, doi:10.1146/annurev.nucl.51.101701.132354.
- A. V. Afanasjev, T. L. Khoo, S. Frauendorf, G. A. Lalazissis, I. Ahmad: Cranked relativistic Hartree–Bogoliubov theory: Probing the gateway to superheavy nuclei. In: Physical Review C. Band 67, Nr. 2, 2003, S. 24309–24335, doi:10.1103/PhysRevC.67.024309.